# Île Parseval
L’île Parseval est un îlot de Nouvelle-Calédonie appartenant administrativement à Boulouparis.

## Histoire
En 1872, le caboteur Saint-Joseph y fait naufrage. 